# Karukh
Karukh fou una ciutat de la regió de Badghis, modernament a l'Afganistan. Encara existeix un poble que porta aquest nom a la moderna província de Badghis, que és continuació de l'antiga ciutat. Era un centre dels kharigites a aquesta zona oriental de l'Iran; es van revoltar el 873 dirigits per Abd-ar-Rahman al-Mutawàkkil ala-L·lah i foren derrotats per l'emir safàrida Yaqub ibn al-Layth; un segle després encara era un centre destacat de kharigites. Segons Ibn Hàwqal, al segle x era la segona ciutat més gran de la regió després d'Herat.